# 인천주안북초등학교
인천주안북초등학교(仁川朱安北初等學校)는 대한민국 인천광역시 미추홀구에 있는 공립 초등학교이다.

## 연혁
- 1983년 10월 29일 : 개교